# Polygonum sanguinaria
Polygonum sanguinaria är en slideväxtart som beskrevs av Esprit Alexandre Remy. Polygonum sanguinaria ingår i släktet trampörter, och familjen slideväxter. Inga underarter finns listade i Catalogue of Life.